# Desmoclystia unipuncta
Desmoclystia unipuncta là một loài bướm đêm trong họ Geometridae.